# ピルシカイニド
ピルシカイニド（Pilsicainide））はIc群抗不整脈薬の一つである。NaV1.5 Na+チャネルを遮断し、ナトリウムの細胞内への流入を遅らせて心筋の活動電位の立ち上がり（最初の脱分極）を遅くする。ピルシカイニドは純粋なナトリウムチャネル遮断薬であり、カリウムチャネルおよびカルシウムチャネルは遮断しない。ピロリジジン骨格を持つ。商品名サンリズム。開発コードSUN 1165。

## 効能・効果
- 経口剤―頻脈性不整脈[3]
- 注射剤―緊急治療を要する頻脈性不整脈（上室性および心室性）[4]

ピルシカイニドは単回投与で正常洞調律・左心室正常の心房細動を治療できる。また慢性心房細動への長期投与も可能である。

## 禁忌
下記疾患の患者には禁忌である。
- 鬱血性心不全
- 高度房室ブロック
- 高度洞房ブロック

## 副作用
添付文書に重大な副作用として記載されているものは、心室細動（c:0.09%、i:0.26%）、心室頻拍（Torsades de pointesを含む）（c:0.22%、i:0.31%）、洞停止（c:0.11%、i:0.37%）、完全房室ブロック（頻度不明）、失神（c:0.04%、i:0.05%）、心不全（頻度不明）、急性腎不全（頻度不明）、肝機能障害（c:0.04%、i:記載無し）である。（c:経口カプセル剤での発現率、i:注射液での発現率）
ピロリジジン骨格を有するが肝毒性は少ない。

## 作用機序
ピルシカイニドはNa+チャネルに細胞内外から結合する。その親和性はチャネルの状態に依存し、閉じた状態のチャネル分子でより高く、開いた状態では低い。ピルシカイニドの結合選択性は、チャネルを封鎖し、ナトリウムイオンが心筋細胞内に流入することを妨げる。これにより細胞膜の電位依存脱分極が遅延するが、活動電位全体の持続時間には影響しない。脱分極の抑制は使用依存的で、刺激が大きくなる程阻害効果も大きくなる。同時に、心筋の刺激伝達を濃度依存的に遅延させる。これにより心筋の不応期が後ろ倒しとなり、1c群抗不整脈薬としての効果を発揮する。
ピルシカイニドは心室性および上室性不整脈に有効であり、副作用は少ない。特に心房細動に対する有効性が高い。心房細動は多彩な原因で発生し、心房で不規則な速い刺激が乱れ飛び短時間で刺激のリエントリーが繰り返され、心筋が再興奮することで一部の心筋細胞のみが繰り返し脱分極して、心房が非規律的な小さな収縮を繰り返す。ピルシカイニドは心房の伝達速度を遅くし、不応期を延長させる事で心房細動を抑制する。この不応期の延長がピルシカイニドの作用の特質であり、心筋の再興奮までの時間が長くなる事で心房細動が抑止される。

## 承認取得状況
ピルシカイニドは日本でのみ承認されている。
1991年3月、経口剤で「頻脈性不整脈（心室性）―他の抗不整脈薬が使用できない、または無効の場合」の承認を取得した:1。
1993年1月、経口剤の承認内容が「頻脈性不整脈―他の抗不整脈薬が使用できない、または無効の場合」となり、上室性頻脈に使用できる様になった:1。
2000年1月、注射剤で「緊急治療を要する頻脈性不整脈（上室性および心室性）」の承認を取得した:1。